# 후요 그룹
후요 그룹(일본어: 芙蓉グループ)은 일본의 6대 기업집단 중 하나다. 1964년에 결성된 후요 간담회(芙蓉懇談会)를 본체로 한다. 
미쓰비시, 미쓰이 그룹과 달리 그룹을 구성한 각 기업에 그룹 이름 '후요'가 붙지 않는 이유는 그룹내 각 기업의 창업자가 존재하기 때문이다. 따라서 각 기업은 독립계의 성격이 짙다. (후요 그룹 홈페이지 참고)

## 후요 그룹일람(후요 간담회 가맹 기업)
- アヴァンティスタッフ
- アキレス
- 沖電気工業(오키 전기공업)
- 損害保険ジャパン(손해보험재팬(損害保険ジャパン))
- 帝国繊維
- 東京海上日動火災保険|東京海上日動 (도쿄 해상일동화재보험(東京海上日動火災保険|東京海上日動))
- 東京建物
- 東京建物不動産販売
- 東邦テナックス
- 東武鉄道(도부 철도)
- 明治安田生命保険(메이지 야스다 생명보험(明治安田生命保険))
- 安田不動産(야스다 부동산(安田不動産))
- 安田倉庫(야스다 창고(安田倉庫))
- ユーシーカード
- 芙蓉総合リース
- JFE
- 太平洋セメント(타이헤이요시멘트(太平洋セメント))
- 東亜建設工業
- 大陽日酸
- ニチレイ
- 日本水産
- 日油
- 日立製作所(히타치 제작소)
- 大成建設(타이세이 건설(大成建設))
- パレスホテル(팔레스 호텔(パレスホテル))
- 日清製粉グループ本社
- 日清紡ホールディングス
- 日本精工
- オカモト
- クレハ(쿠레하(クレハ))
- 丸紅(마루베니(丸紅))
- クレディセゾン
- 大木建設
- 片倉工業
- KYB(가야바 공업)
- 京浜急行電鉄(게이힌 급행 전철)
- 五洋建設
- 住江織物
- 大気社
- 東京機械製作所
- 東建コーポレーション
- 飛島建設
- 西松建設
- ニッタン
- 前田建設工業(마에다건설공업(前田建設工業))

## 참고 문헌
- 政経通信社編集部『Fグループ—富士銀行系の企業集団』政経通信社編集部、1967년；ISBN 4871771660
- 菊地浩之『企業集団の形成と解体』日本経済評論社、2005년；ISBN 9784818817968

## 같이 보기
- 芙蓉